# Ümmingen

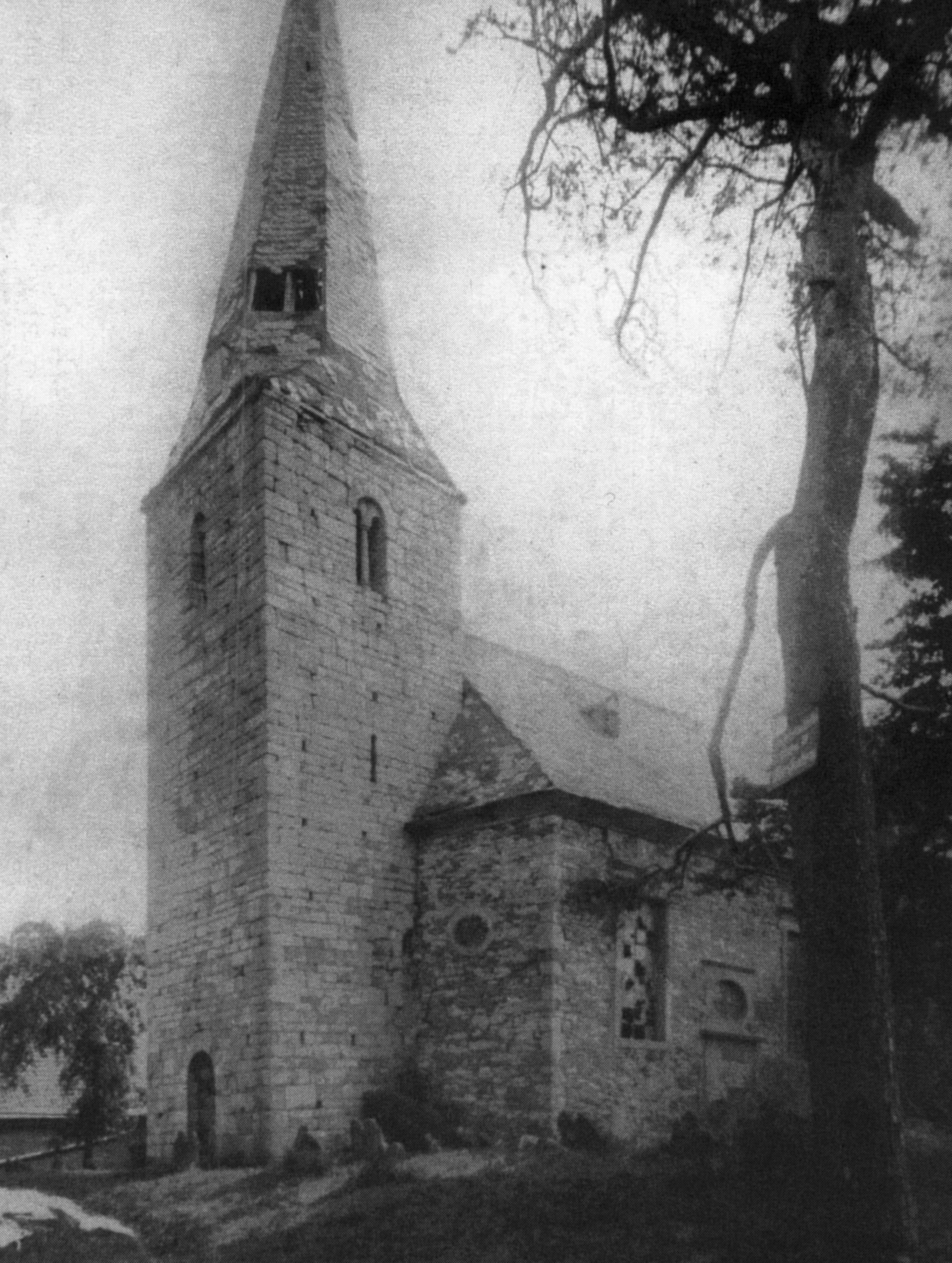
Alte Ümminger Kirche mit Beschädigungen an Turmhelm und Fenstern (Foto aus dem 19. Jahrhundert).

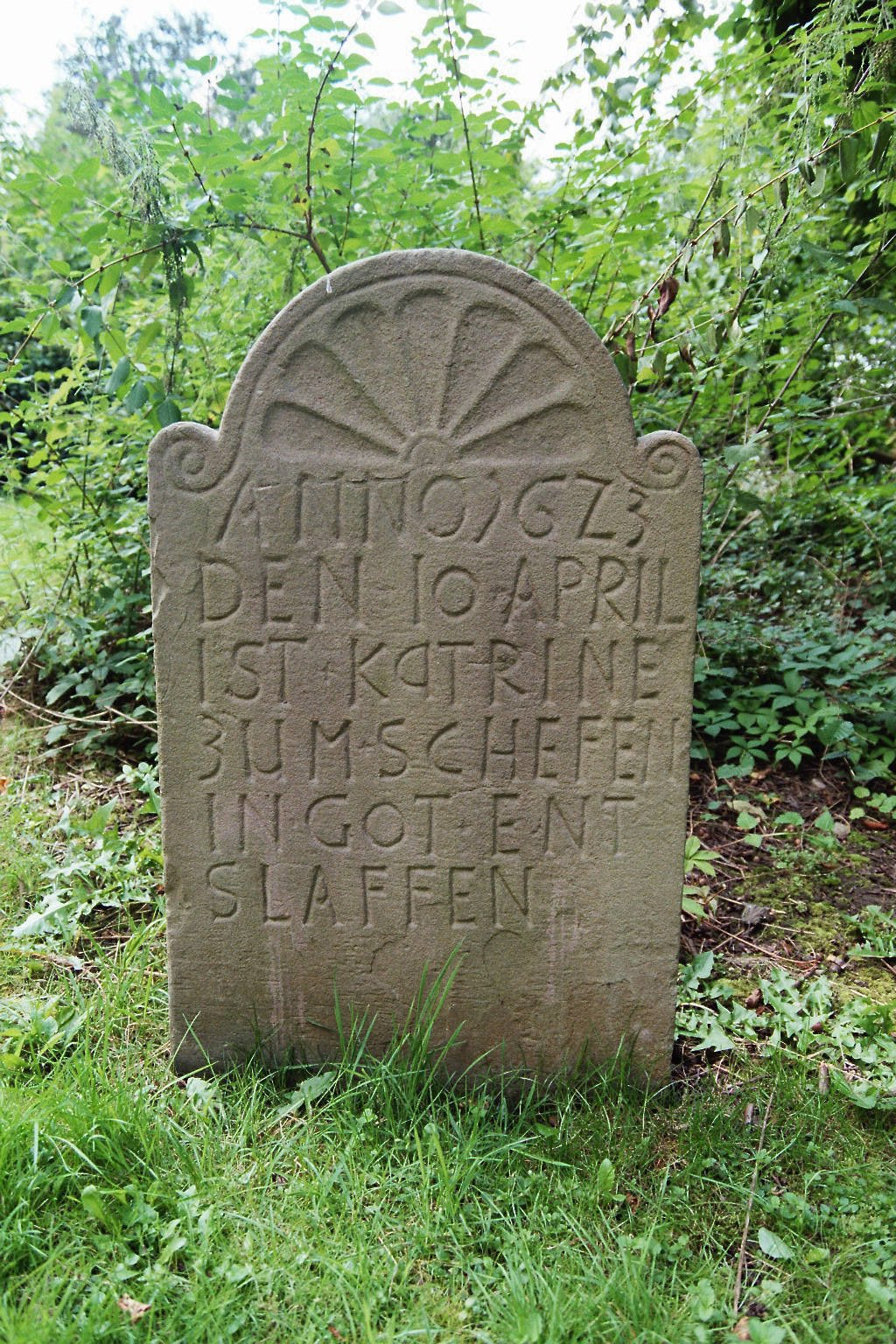
Grabstein von 1623 auf dem Friedhof Ümmingen (Foto 2005).

Ümmingen, auch Uemmingen, ist eine Ortslage im Osten der Ruhrgebietsstadt Bochum. Der Siedlungsbereich Ümmingen stellt heute keine Verwaltungseinheit mehr dar; sein westlicher Teil mit dem alten Ümminger Zentrum und dem Friedhof gehört zur Bochumer Gemarkung Laer, sein nordöstlicher Teil zu Langendreer und sein südöstlicher Teil zu Querenburg. Im Norden von Ümmingen liegt der ebenfalls zu verschiedenen Gemarkungen gehörende Ümminger See.

## Geschichte
Seit dem Mittelalter war Ümmingen ein Kirchspiel, zu dem auch Laer und Querenburg zählten. Der Ort erschien auf allen regionalen Karten dieser Zeit.
Unter anderem besaß der Inhaber des nahegelegenen Rittergutes Haus Heven einen Sitz in der Kirche zu Ümmingen, das Recht des Begräbnisses in der Kirche sowie das Stimmrecht bei der Besetzung der Stellen eines Predigers, Schullehrers oder Küsters.
Im Jahre 1310 wurde die mittelalterliche Ümminger Kirche erstmals urkundlich erwähnt. Der historische Friedhof Ümmingen markiert den ehemaligen Standort dieser ursprünglich katholischen Kirche. Seit dem Anfang des 17. Jahrhunderts war sie das Gotteshaus einer selbstständigen evangelischen Gemeinde. Die Kirche wurde 1895 wegen Baufälligkeit abgerissen.
Eine zweite neugotische Kirche wurde auf freien Feld errichtet (ehemals Wittener Straße 550). Am 27. Januar 1975 musste der imposante und reich gegliederte Backsteinkirchenbau dem Ausbau der Bundesstraße 226 und des Autobahnkreuzes Bochum/Witten weichen. Die Bezirke der evangelischen Gemeinde Uemmingen waren zuvor zwischen den Gemeinden Laer, Langendreer-Süd und Querenburg aufgeteilt worden. Heute gibt es keine evangelische Gemeinde Ümmingen mehr.

## Verkehr
Ümmingen wird allseits von verkehrsreichen Straßen begrenzt: Im Westen liegt die A 43 und im Süden die A 44, dazwischen das Autobahnkreuz Bochum/Witten. Im Norden verläuft die Kreisstraße 8 (Wittener Straße), im Osten die K 3 (Universitätsstraße), beides Hauptverkehrsstraßen.